# Songs My Brothers Taught Me
Songs My Brothers Taught Me es una película dramática independiente estadounidense de 2015 sobre la transición a la adultez de nativos americanos,  escrita y dirigida por Chloé Zhao en su debut como directora de largometrajes, y producida por Zhao y Forest Whitaker. La obra, desarrollada en los talleres del Instituto Sundance, ambientada en la reserva india de Pine Ridge en Dakota del Sur, explora el vínculo entre un hermano lakota y su hermana menor.
La película se estrenó en el Festival de Cine de Sundance 2015 en la sección de Competencia Dramática de Estados Unidos.  Posteriormente se proyectó en la sección Quincena de Realizadores del Festival Internacional de Cine de Cannes de 2015, donde recibió una nominación al Premio Cámara de Oro a la mejor ópera prima. 

## Trama
La hermana y el hermano Jashaun y John Winters viven con su madre Lisa (Irene Bedard) en la reserva india de Pine Ridge. John ayuda a mantener a su familia distribuyendo alcohol ilegalmente a sus compañeros residentes. Está a punto de graduarse de la escuela secundaria y planea dejar la reserva para ir a Los Ángeles con su novia, Aurelia (Taysha Fuller). Nervioso e impaciente por irse, visita a su hermano encarcelado, Cody, quien lo apoya en sus planes.
El padre de los hermanos, Carl Winters, muere en un incendio accidental y asisten a su funeral con su madre. El funeral de Carl está lleno de gente, ya que tuvo 25 hijos con 9 mujeres. En el sepelio los niños hablan entre ellos; algunos optaron por no tomar el nombre de Carl porque él no estuvo presente durante la mayor parte de sus vidas.
John va al café donde trabaja Aurelia y se lleva a Jashaun con él. Aburriéndose mientras los espera, Jashaun va a la parte trasera del café donde los escucha hablar sobre mudarse juntos.
Jashaun decide conseguir un trabajo ayudando a Travis, un artista recién liberado de prisión, a vender sus productos. Travis le dice que la razón por la que el número 7 sigue apareciendo es por su significado religioso y cultural, y también porque Crazy Horse dijo que todo terminó en la masacre de Wounded Knee pero que comenzaría de nuevo en la séptima generación, la generación de Jashaun.
John le da la noticia a la familia de Aurelia de que se mudará para estar con ella, pero no están impresionados porque no tendrá lugar donde vivir ni trabajo. Mientras anda en busca de alcohol, John es atacado por contrabandistas rivales y le prenden fuego a su camioneta.
Jashaun va a la casa de Travis pero descubre que, mientras estaban borrachos, él y el padre de un amigo se golpearon y fueron arrestados. Ella va a su primer rodeo donde se encuentra con uno de sus medio hermanos, Kevin Winters, quien le permite montar el caballo favorito de su padre, Sundance. Kevin le dice que a pesar de haber crecido en la misma casa que sus padres, rara vez estaban allí y pasaban todo el tiempo en rodeos.
John finalmente le dice a su familia que se va. Sin embargo, cuando llega a casa de Aurelia, decide no ir y regresa a casa. Consigue un trabajo con uno de sus medio hermanos en un taller de carrocería y se adapta a su vida en la reserva.

## Elenco
- John Reddy como Johnny Winters
- Jashaun St. John como Jashaun Winters
- Travis Lone Hill como Travis
- Taysha Fuller como Aurelia Clifford
- Irene Bedard como Lisa Winters
- Allen Reddy como Bill

## Estreno
Fortissimo Films adquirió la película como su agente de ventas internacionales después de su debut en el Festival de Cine de Sundance. El largometraje fue estrenado en los cines de Francia por Diaphana Distribution.  En enero de 2016, se anunció que Kino Lorber se había incorporado como distribuidor norteamericano y estrenaría la película en cines selectos de todo el país a partir de marzo.  Está disponible para transmisión en varios servicios en línea, incluidos Amazon, Kanopy (Estados Unidos) y MUBI (en todo el mundo).

## Recepción

### Respuesta crítica
La película recibió críticas positivas por su retrato honesto de la vida de los jóvenes en la reserva. El sitio web de agregación de reseñas Rotten Tomatoes otorga una calificación del 94% basada en 31 reseñas y una calificación promedio de 7,83/10. El consenso crítico del sitio web dice: "Un drama naturalista que silenciosamente gana su resonancia emocional, Songs My Brothers Taught Me establece aún más a la escritora y directora Chloé Zhao como una cineasta talentosa y una narradora empática". 

### Reconocimientos
| Premio                     | Fecha de la ceremonia | Categoría              | Destinatario(s) y nominado(s)                                                 | Resultado | Ref(s) |
| -------------------------- | --------------------- | ---------------------- | ----------------------------------------------------------------------------- | --------- | ------ |
| Festival de Cannes         | 24 de mayo de 2015    | Cámara de Oro          | Chloé Zhao                                                                    | nominada  | [ 3 ]  |
| Premios Independent Spirit | 27 de febrero de 2016 | Mejor ópera prima      | Chloé Zhao, Mollye Asher, Nina Yang Bongiovi, Angela C. Lee y Forest Whitaker | nominada  |        |
| Premios Independent Spirit | 27 de febrero de 2016 | Mejor fotografía       | Joshua James Richards                                                         | nominada  | [ 7 ]  |
| Premios Independent Spirit | 27 de febrero de 2016 | Someone to Watch Award | Chloé Zhao                                                                    | nominada  |        |